# Zapper (videogioco)
Zapper è un videogioco a piattaforme disponibile per Nintendo GameCube, PlayStation 2, Xbox, Game Boy Advance, Xbox 360 e PC. Il gioco è stato sviluppato da Blitz Games e pubblicato da Infogrames.

## Modalità di gioco
Il giocatore deve superare 20 livelli nei panni del grillo Zapper per salvare il fratello da un nemico. Nei livelli bisogna collezionare 6 uova. Il concetto è molto simile al gioco Frogger, e infatti viene descritto da GameSpot in questo modo:
(GameSpot)
Zapper ha ricevuto delle recensioni medie, che variano da 4,1 a 6,0.